# Paul Kirchberger
Paul Kirchberger (* 23. Juni 1878 in Niederlahnstein; † 8. Dezember 1945 in Berlin) war ein deutscher  Mathematiker und theoretischer Physiker. Er war Oberrealschulprofessor und Autor mehrerer populärwissenschaftlicher Sachbücher.

## Biografie
Kirchberger entstammte einer alteingesessenen jüdischen Familie aus Hessen. Seine Eltern waren Theodor Kirchberger (* 1849; † 1926) und Charlotte Kirchberger (* 1857; † 1942). Zwei Jahre nach Pauls Geburt zog die Familie ins nahe Weilburg, wo der Vater als Kaufmann tätig war. Während der Schulzeit am Gymnasium Philippinum Weilburg konvertierte Paul Kirchberger zur evangelischen Konfession. Nach dem Abitur studierte er Mathematik und Naturwissenschaften in Berlin und Göttingen und promovierte unter David Hilbert im Jahr 1902 mit der Dissertation Über Tchebychefsche Annäherungsmethoden. Darin formulierte er den später so bezeichneten Satz von Kirchberger. Nach dem Staatsexamen zum Erhalt der Lehrbefähigung in Mathematik, Physik, Chemie und Mineralogie trat Kirchberger 1902 in den höheren Schuldienst ein und wurde an der Oberrealschule in Fulda eingestellt. 1904 heiratete er in Pankow Mathilde Küstermann (1872–1942). Die Ehe blieb anfänglich kinderlos, was die Ärzte auf eine frühere Erkrankung seiner Frau zurückführten. Deswegen adoptierte das Ehepaar einen Sohn, Hermann Kirchberger. Später folgten dann aber doch drei leibliche Söhne, Joachim, Rudolph und Friedrich.
1907 wechselte Kirchberger auf eine Planstelle als Oberlehrer (Studienrat) an der Leibniz-Oberrealschule in Charlottenburg (ab 1920 Stadtteil von Berlin). Später erhielt er die Titulierung „(Oberrealschul-)Professor“. Wegen zunehmender Schwerhörigkeit, an der auch sein Vater gelitten hatte, wurde er während des Ersten Weltkriegs vom Militärdienst freigestellt und sah sich 1921 auch gezwungen, den Schuldienst quittieren. Später musste er häufig eine enorme Hörhilfe mit sich tragen. 1922 bis 1930 war er in der Patentabteilung von Siemens & Halske tätig, verlor aber am 31. Dezember 1930 seine Anstellung wegen Stellenabbaus im Gefolge der Weltwirtschaftskrise. Danach versuchte er, ein wirtschaftliches Auskommen als Schriftsteller zu finden, was auch seinen persönlichen Neigungen entsprach. Schon 1920 hatte er eine populärwissenschaftliche Erklärung der Einsteinschen Relativitätstheorie veröffentlicht (Was kann man ohne Mathematik von der Relativitätstheorie verstehen?), die auf großes Interesse stieß, 1929 schon in vierter Auflage erschien und in drei Sprachen übersetzt wurde. 1922, und in zweiter, überarbeiteter Auflage 1929, erschien Die Entwicklung der Atomtheorie, in dem sich Kirchberger mit der sich gerade entwickelnden Quantenmechanik befasste. Als Mitarbeiter der Berliner Sternwarte hielt er an Laien gerichtete Vorträge über Astronomie und veröffentlichte unter verschiedenen Pseudonymen populärwissenschaftliche Abhandlungen.
Während der Zeit des Nationalsozialismus sah sich Kirchberger zunehmenden Ausgrenzungen und Anfeindungen aufgrund seiner jüdischen Abstammung ausgesetzt.  Seine drei leiblichen Söhne Joachim, Rudolph und Friedrich waren, da offiziell „Halbjuden“, schon frühzeitig in die Vereinigten Staaten bzw. nach Chile ausgewandert. Kirchbergers 85-jährige Mutter beging 1942 mit Schlaftabletten Suizid, um der Deportation nach Theresienstadt zu entgehen. Paul Kirchberger selbst blieb die Deportation erspart und er überlebte den Krieg – möglicherweise, weil seine Frau Nichtjüdin war und weil er ein nichtjüdisches Kind adoptiert hatte.
Genau drei Jahre nach dem Tod seiner Ehefrau Mathilde an Speiseröhrenkrebs (8. Dezember 1942) beging Paul Kirchberger in seinem Haus an der Palmzeile 6 in Berlin-Nikolassee Suizid. Sein Sohn Friedrich Albert Paul (Fred) Kirchberger hatte als amerikanischer Soldat seinen Vater noch lebend angetroffen.

## Werke (Auswahl)
- Mathematische Streifzüge durch die Geschichte der Astronomie. Leipzig/Berlin 1921.
- Was kann man ohne Mathematik von der Relativitätstheorie verstehen? mit einem Geleitwort von M. v. Laue. 4. Auflage. Karlsruhe 1925 (archive.org).
- Die Entwicklung der Atomtheorie. 2. Auflage. Karlsruhe 1929.
- Wie finden wir uns am Sternenhimmel zurecht? Berlin 1949.
- Erinnerungen an Felix Klein. In: Vossische Zeitung. 27. Juni 1925, S. 2 (staatsbibliothek-berlin.de).
- Novae und Supernovae. In: Unsere Welt. Band 30, Nr. 4, 1938, S. 113–117 (google.de).